# 鎹

「コ」の字の形状をしており、尖った先端部が2つある釘

鎹（かすがい、英:cramp）とは、金属製で「コ」の字の形状をしており、尖った先端部が2つある釘をいう。両端をつなぎ合わせる木材にそれぞれ打ち込むことにより接続する。建築において木材と木材をつなぎ合わせるための要素で互いの材が外れぬように固定し直線的または直交する木材同士を繋ぐ目的で用いられる。応力的にはピン構造になるため材を固定する際には矩形の材では複数の面に用いる。
二又釘やステープルと呼ばれる部品も同類である。文房具のステープラー（ホッチキス）の針や電線を壁面などに打ちつける際に使用する絶縁ステープルもかすがいと同じ形状である。木造家屋の外壁などに防水のためのシートを打ちつける際や、モルタル下地の金網を打ちつけるのにもステープルが使用されることがある。
なお、先端が曲がっておらず直線状で両端が尖った釘は「合い釘」という。

## ことわざ・成句
- 豆腐に鎹 - 手ごたえの無いこと。「糠に釘」「暖簾に腕押し」と同義。
- 子は鎹 - 子供は夫婦仲を取り持つこと。